# فدریکو گومس گرث
فدریکو گومس گرث (انگلیسی: Federico Gomes Gerth؛ زادهٔ ۵ مارس ۲۰۰۴) بازیکن فوتبال اهل آرژانتین است که در حال حاضر برای آکادمیکو ویزئو در پست دروازه‌بان بازی می‌کند.
وی همچنین در تیم‌های ملی فوتبال زیر ۱۵ سال، زیر ۲۰ سال آرژانتین بازی کرده است.

## زندگی‌نامه
فدریکو گومس گرث در سن ایسیدرو، در بخش شمالی بوئنوس آیرس به دنیا آمد و از هشت سالگی در آکادمی باشگاه فوتبال اتلتیکو تیگره بازی کردن را آغاز کرد. باوجود اینکه قدش نزدیک به دو متر است، لقب «چیکیتو» (کوچولو) دارد.

## دوران باشگاهی
فدریکو گومس گرث تا دسامبر ۲۰۲۴ با باشگاه فوتبال تیگره قرارداد دارد. قدش به او کمک می‌کند تا دروازه‌بان بهتری باشد و همچنین شهرت دارد که بازیکن خوبی با توپ در پا است. گفته می‌شود که او طرفدار روژریو سنی و خوزه لوئیس چیلاورت است.
در ۳۱ ژانویه ۲۰۲۴، گومس گرث قراردادی سه سال و نیمه با باشگاه لیگا پرتغال ۲، آکادمیکو د ویژئو امضا کرد.

## دوران ملی
در نوامبر ۲۰۲۱، گومس گرث به تیم ملی بزرگسالان آرژانتین برای مسابقات انتخابی جام جهانی مقابل اروگوئه و برزیل دعوت شد. پیش از آن در تیم ملی زیر ۱۷ سال آرژانتین بازی کرده بود.
گومس گرث به عنوان بازیکن تمرینی همراه تیم آرژانتین در قطر در جام جهانی فوتبال ۲۰۲۲ حضور داشت. او به عنوان «بیست و هفتمین بازیکن» تیم لقب گرفت. درباره لیونل مسی گفته است: «او من را در همه چیز وارد کرد و باعث شد که خودم را بخشی از این موفقیت احساس کنم.» علاوه بر تمرین با تیم اصلی به عنوان یار کمکی، هدف این بود که او تجربه کسب کند و یاد بگیرد که در بالاترین سطح دروازه‌بانی چگونه است.
او توسط خاویر ماسکرانو به تیم زیر ۲۰ سال آرژانتین برای قهرمانی زیر ۲۰ سال آمریکای جنوبی ۲۰۲۳ در کلمبیا در ژانویه و فوریه ۲۰۲۳ دعوت شد.